# SMart
SMart is een kunstprogramma van de BBC voor kinderen sinds 1994, dat ook in Nederland is te ontvangen. Het programma geeft allerlei tips op het gebied van schilderen en handnijverheid, gelardeerd met voorbeelden uit de volwassen kunst. Onderdelen van het programma zijn steevast het maken van cartoons en collages van allerlei materialen. Vaste presentatoren zijn Kirsten O'Brien en Mark Speight. 
Op 13 april 2008 werd bekend dat Mark Speight zelfmoord had gepleegd nadat eerder dat jaar zijn verloofde Natasha Collins dood in bad was gevonden.